# نادي كونكارنو
نادي اتحاد كونكارنو الرياضي (بالفرنسية: US Concarneau)‏ نادي كرة قدم فرنسي يلعب في الدوري الفرنسي الدرجة الثالثة. تأسس النادي في عام 1911.